# Hội đồng Dân ủy Liên Xô 1935–1936
Hội đồng Dân ủy Liên xô 1935-1936 hay còn được gọi Hội đồng Dân ủy Đại hội Đại hội Xô Viết Liên Xô khóa VII. Hội đồng Dân ủy Liên Xô được Ủy ban Chấp hành Trung ương Đại hội Đại hội Xô Viết Liên Xô phê chuẩn ngày 2/8/1935.
Hội đồng Dân ủy Liên Xô khóa VII kết thúc nhiệm kỳ 5/12/1936 khi Ủy ban Chấp hành Trung ương Đại hội Đại hội Xô Viết Liên Xô phê chuẩn Hội đồng Dân ủy khóa mới.

## Thành viên
| Chức vụ        | Trực thuộc                                             | Tên                            | Nhiệm kỳ        | Ghi chú khác |
| -------------- | ------------------------------------------------------ | ------------------------------ | --------------- | ------------ |
| Chủ tịch       | Hội đồng Dân ủy                                        | Vyacheslav Molotov (1890-1986) | 2/1935-12/1936  |              |
| Phó Chủ tịch   | Hội đồng Dân ủy                                        | Nikolai Antipov (1894-1938)    | 4/1935-12/1936  |              |
| Phó Chủ tịch   | Hội đồng Dân ủy                                        | Valery Mezhlauk (1893–1938)    | 2/1935-12/1936  |              |
| Phó Chủ tịch   | Hội đồng Dân ủy                                        | Jānis Rudzutaks (1887-1938)    | 2/1935-12/1936  |              |
| Phó Chủ tịch   | Hội đồng Dân ủy                                        | Vlas Chubar (1891-1939)        | 2/1935-12/1936  |              |
| Quản lý Nội vụ | Hội đồng Dân ủy                                        | Ivan Miroshnikov (1894-1938)   | 2/1935-12/1936  |              |
| Ủy viên        | Bộ Dân ủy Ngoại giao                                   | Maxim Litvinov (1876-1951)     | 2/1935-12/1936  |              |
| Ủy viên        | Bộ Dân ủy Quốc phòng                                   | Kliment Voroshilov (1881-1969) | 2/1935-12/1936  |              |
| Ủy viên        | Bộ Dân ủy Ngoại thương                                 | Arkady Rosengolts (1889–1938)  | 2/1935-12/1936  |              |
| Ủy viên        | Bộ Dân ủy Công nghiệp thực phẩm                        | Anastas Mikoyan (1895-1978)    | 2/1935-12/1936  |              |
| Ủy viên        | Bộ Dân ủy Nội thương                                   | Israel Veytser (1889–1938)     | 2/1935-12/1936  |              |
| Ủy viên        | Bộ Dân ủy Giao thông vận tải                           | Andrey Andreyev (1895-1971)    | 2/1935          |              |
| Ủy viên        | Bộ Dân ủy Giao thông vận tải                           | Lazar Kaganovich (1893-1991)   | 2/1935-12/1936  |              |
| Ủy viên        | Bộ Dân ủy Thông tin                                    | Alexei Rykov (1881-1938)       | 2/1935-9/1936   |              |
| Ủy viên        | Bộ Dân ủy Thông tin                                    | Genrikh Yagoda (1891-1938)     | 9/1936-12/1936  |              |
| Ủy viên        | Bộ Dân ủy Công nghiệp nặng                             | Grigol Orjonikidze (1886-1937) | 2/1935-12/1936  |              |
| Ủy viên        | Bộ Dân ủy Tài chính                                    | Hryhoriy Hrynko (1890-1938)    | 2/1935-12/1936  |              |
| Ủy viên        | Bộ Dân ủy Nông nghiệp                                  | Mikhail Chernov (1891-1938)    | 2/1935-12/1936  |              |
| Ủy viên        | Bộ Dân ủy Giao thông đường thủy                        | Nikolay Pakhomov (1890-1938)   | 2/1935-12/1936  |              |
| Ủy viên        | Bộ Dân ủy Ngũ cốc, chăn nuôi và nông trường quốc doanh | Moses Kalmanovich (1888-1937)  | 2/1935-12/1936  |              |
| Ủy viên        | Bộ Dân ủy Nội vụ                                       | Genrikh Yagoda (1891-1938)     | 2/1935-9/1936   |              |
| Ủy viên        | Bộ Dân ủy Nội vụ                                       | Nikolai Yezhov (1895-1940)     | 9/1936-12/1936  |              |
| Ủy viên        | Bộ Dân ủy Lâm nghiệp                                   | Semen Lobov (1888-1937)        | 2/1935-10/1936  |              |
| Ủy viên        | Bộ Dân ủy Lâm nghiệp                                   | Vladimir Ivanov (1893-1938)    | 10/1936-12/1936 |              |
| Ủy viên        | Bộ Dân ủy Công nghiệp nhẹ                              | Isidore Lyubimov (1882-1937)   | 2/1935-12/1936  |              |